# Patricia Arquette
Patricia Teresa Arquette (Chicago, Illinois, 8 de abril de 1968) é uma atriz norte-americana. Fez sua estreia no filme A Nightmare on Elm Street 3: Dream Warriors. Seus filmes notáveis incluem True Romance, Ed Wood, Flirtin' with Disaster, Lost Highway, The Hi-Lo Country, Bringing the Dead e Holes.
Por sua atuação em Boyhood, que foi filmada entre 2002 e 2014, recebeu elogios críticos generalizados e ganhou o Oscar, BAFTA, Critics' Choice Movie Awards, Globo de Ouro, juntamente com outros prêmios da crítica.
Na televisão, interpretou a personagem Allison DuBois na telessérie de drama sobrenatural Medium (2005–11), pela qual recebeu três nominações ao prêmio Globo de Ouro e Screen Actors Guild, e duas nomeações do Primetime Emmy Awards, ganhando um dos prêmios.

## Biografia
Arquette nasceu em Chicago, Illinois, em 1968, filha de Lewis Arquette (1935–2001), e Brenda Olivia Nowak (1939–1997). O pai de Arquette foi criado como católico, mas se converteu ao islamismo. A mãe de Arquette era judia (seus antepassados emigraram da Polônia, e da Rússia). O sobrenome da família de seu pai era originalmente "Arcouet", e sua linha paterna era de descendência franco-canadense.
Por um tempo, sua família vivia numa comuna na região rural de Bentonville, Virginia. Seu pai era alcoólatra, e sua mãe era violentamente abusiva. Quando Arquette tinha 7 anos, a família mudou para Chicago. Mais tarde, se estabeleceram em Los Angeles, Califórnia. Aos 14 anos, Arquette fugiu de casa depois de descobrir que seu pai estava tendo um caso. Ela passou a viver com a irmã, Rosanna Arquette, em Los Angeles.

## Carreira

### Início de carreira (1986–1996)
Estreou no cinema em 1987, como Kristen Parker, co-protagonista de A Nightmare on Elm Street 3: Dream Warriors, lançado em fevereiro nos EUA. Ainda em 1987, a atriz também atuou como Kristen Parker no video clipe da canção original do filme, "Dream Warriors", composta pela banda de Heavy metal, Dokken. Em 1988, interpretou a filha de Tess Harper em Far North. Seus papéis no início da década de 1990 estavam em filmes de baixo orçamento e independentes, incluindo Prayer of the Rollerboys, The Indian Runner, que era a estreia como diretor de Sean Penn, Betrayed by Love, e o drama Inside Monkey Zetterland. Em seu início de carreira, Arquette recebeu o maior reconhecimento por seu papel como Alabama Whitman, em True Romance. O filme foi um sucesso moderado, embora alguns críticos tenham sido dissuadidos pela violência gráfica. O desempenho de Arquette recebeu elogios geralmente unânimes dos críticos. Arquette atuou no bem-recebido Ed Wood, dirigido por Tim Burton, e estrelado por Johnny Depp. Seu papel seguinte foi como "Laura Bowman" em John Boorman de Rangoon, que atraiu mistos comentários críticos, mas foi um sucesso internacionalmente, recebendo indicações ao Festival de Cannes. Em 1995, atuou no video clipe da canção "Like a Rolling Stone", da banda The Rolling Stones.

### Filmes independentes e sucesso crítico (1997–2003)
Em 1997, Arquette estrelou o suspense psicológico Lost Highway. Naquele mesmo ano, Arquette apareceu em Nightwatch, mas não foi sucesso de bilheteria, e recebeu críticas ruins. Em 1998, Arquette estrelou outros Goodbye Lover, que acabou recebendo uma recepção crítica fraca, e The Hi-Lo Country, que recebeu uma resposta mais apreciadora, embora modesta. Arquette então apareceu em Bringing the Dead, de Martin Scorsese.
Seu seguinte papel foi na comédia Little Nicky (2000), com Adam Sandler. Apesar de sucesso de bilheteria, o filme recebeu críticas negativas. Depois, estrelou a dramédia Human Nature (2001), escrita por Charlie Kaufman, e dirigida por Michel Gondry. Apareceu no filme de mistério The Badge. Em 2003, ela retratou a controversa estrela pornográfica Linda Lovelace em Deep Throat. Também em 2003, participou do filme Holes como a professora Katherine e Beijoqueira Kate Barlow.

### Reconhecimento e aclamação critica (2005–presente)
Arquette não participou em outro filme desde 2006, até que atuou em Fast Food Nation, dirigido por Richard Linklater. Durante esses três anos, ela estava trabalhando, grande parte do tempo, em Boyhood. Fast Food Nation recebeu críticas.
Em janeiro de 2005, fez sua primeira transição para a televisão em Medium. Seu papel como Allison DuBois rendeu-lhe um Emmy Award de melhor atriz em 2005, bem como indicações para um Globo de Ouro em 2005, 2006, e 2007; um Prêmio SAG Awards em 2006, 2007, e 2010. Em 2009, a NBC cancelou Medium. Em 2008, deu sua voz para o filme A Single Woman, onde foi criticada. Ela não apareceu em outro filme até 2012. Girl in Progress, um drama dirigido por Patricia Riggen, marcou seu retorno.
Em 2014, Boyhood foi lançado, um projeto que Arquette e outros atores filmaram por 12 anos, a partir de 2002. O filme foi dirigido por Richard Linklater, marcando sua segunda colaboração com Arquette. Ela interpreta Olivia Evans, uma mãe solteira que criava só seus dois filhos. O filme detalha a progressão do filho da personagem, Mason Evans, dos 8 aos 18 anos. O filme recebeu elogios universais, com muitos críticos chamando-o de "filme histórico". Arquette recebeu aclamação generalizada por seu desempenho, e ganhou o Oscar, BAFTA, Critics' Choice Movie Awards,Globo de Ouro, Independent Spirit Awards, e diversos outros prêmios da critica de Melhor Atriz Coadjuvante.

## Filmografia

### Filmes
| Ano  | Título                                        | Papel                                | Notas               |
| ---- | --------------------------------------------- | ------------------------------------ | ------------------- |
| 1987 | A Nightmare on Elm Street 3: Dream Warriors   | Kristen Parker                       |                     |
| 1987 | Pretty Smart                                  | Zero                                 |                     |
| 1988 | Time Out                                      | Lucy                                 |                     |
| 1988 | Far North                                     | Jilly                                |                     |
| 1989 | Uncle Buck                                    | Vozes adicionais                     |                     |
| 1990 | Prayer of the Rollerboys                      | Casey                                |                     |
| 1991 | The Indian Runner                             | Dorothy                              |                     |
| 1992 | Inside Monkey Zetterland                      | Grace                                |                     |
| 1993 | Trouble Bound                                 | Kit Califano                         |                     |
| 1993 | Ethan Frome                                   | Mattie Silver                        |                     |
| 1993 | True Romance                                  | Alabama Whitman                      |                     |
| 1994 | Holy Matrimony                                | Havana                               |                     |
| 1994 | Ed Wood                                       | Kathy O'Hara                         |                     |
| 1995 | Beyond Rangoon                                | Laura Bowman                         |                     |
| 1996 | Flirting with Disaster                        | Nancy Coplin                         |                     |
| 1996 | Infinity                                      | Arline Greenbaum                     |                     |
| 1996 | The Secret Agent                              | Winnie                               |                     |
| 1997 | Lost Highway                                  | Renee Madison / Alice Wakefield      |                     |
| 1997 | Nightwatch                                    | Katherine                            |                     |
| 1998 | Goodbye Lover                                 | Sandra Dunmore                       |                     |
| 1998 | The Hi-Lo Country                             | Mona Birk                            |                     |
| 1999 | Stigmata                                      | Frankie Paige                        |                     |
| 1999 | Bringing Out the Dead                         | Mary Burke                           |                     |
| 2000 | Little Nicky                                  | Valerie Veran                        |                     |
| 2001 | Human Nature                                  | Lila Jute                            |                     |
| 2001 | Lady and the Tramp II: Scamp's Adventure      | Beaver (voz)                         |                     |
| 2002 | The Badge                                     | Scarlett                             |                     |
| 2003 | Deeper Than Deep                              | Linda Lovelace                       |                     |
| 2003 | Holes                                         | Miss Katherine "Kissin' Kate" Barlow |                     |
| 2003 | Tiptoes                                       | Lucy                                 |                     |
| 2006 | Fast Food Nation                              | Cindy                                |                     |
| 2008 | A Single Woman                                | Contadora de história                |                     |
| 2012 | Girl in Progress                              | Ms. Armstrong                        |                     |
| 2012 | A Glimpse Inside the Mind of Charles Swan III | Izzy                                 |                     |
| 2013 | Vijay and I                                   | Julia                                |                     |
| 2013 | Electric Slide                                | Tina                                 |                     |
| 2014 | Boyhood                                       | Olivia Evans                         |                     |
| 2015 | The Wannabe                                   | Rose                                 |                     |
| 2016 | Equal Means Equal                             | -                                    | Produtora executiva |
| 2017 | Permanent                                     | Jeanne Dixon                         |                     |
| 2017 | Waves for Water                               | Ela mesma                            | Documentário        |
| 2019 | Toy Story 4                                   | Mãe da Harmony (voz)                 |                     |
| 2019 | Otherhood                                     | Gillian Liberman                     | Produtora executiva |
| 2020 | You Cannot Kill David Arquette                | Ela mesma                            | Documentário        |

### Televisão
| Ano       | Título                            | Papel                                      | Notas                                                                                        |
| --------- | --------------------------------- | ------------------------------------------ | -------------------------------------------------------------------------------------------- |
| 1987      | Daddy                             | Stacy                                      | Filme televisivo                                                                             |
| 1989      | The Edge                          | Raped Woman                                | Filme televisivo                                                                             |
| 1990      | CBS Schoolbreak Special           | Dana MacCallister                          | Episódio: "The Girl with the Crazy Brother"                                                  |
| 1990      | Thirtysomething                   | Stephanie                                  | Episódio: "Good Sex, Some Sex, What Sex, No Sex"                                             |
| 1990      | The Outsiders                     | Rhonda Sue                                 | Episódio: "The Stork Club"                                                                   |
| 1990      | Tales from the Crypt              | Mary Jo                                    | Episódio: "Four-Sided Triangle"                                                              |
| 1991      | Dillinger                         | Polly Hamilton                             | Filme televisivo                                                                             |
| 1991      | Wildflower                        | Alice Guthrie                              | Filme televisivo                                                                             |
| 1994      | Betrayed by Love                  | Deanna                                     | Filme televisivo                                                                             |
| 2005–2011 | Medium                            | Allison DuBois                             | 130 episódios Dirigiu os episódios: "A Person of Interest" & "The First Bite is the Deepest" |
| 2012      | Law & Order: Special Victims Unit | Jeannie Kerns                              | Episódio: "Dreams Deferred"                                                                  |
| 2013–2014 | Boardwalk Empire                  | Sally Wheet                                | 10 episódios                                                                                 |
| 2014      | CSI: Crime Scene Investigation    | Special Agent / Deputy Director Avery Ryan | 2 episódios                                                                                  |
| 2015–2016 | CSI: Cyber                        | Special Agent / Deputy Director Avery Ryan | 31 episódios                                                                                 |
| 2015      | Inside Amy Schumer                | Ela mesma                                  | Episode: "Last Fuckable Day"                                                                 |
| 2018      | Escape at Dannemora               | Joyce "Tilly" Mitchell                     | 7 episódios                                                                                  |
| 2019      | The Act                           | Dee Dee Blanchard                          | 8 episódios                                                                                  |
| 2022      | Severance                         | Harmony Cobel / Sra. Selvig                | Papel principal                                                                              |

### Video clipes
| Ano  | Título                 | Papel          | Artista            | Notas                                                                |
| ---- | ---------------------- | -------------- | ------------------ | -------------------------------------------------------------------- |
| 1987 | "Dream Warriors"       | Kristen Parker | Dokken             | Trilha original do filme A Nightmare on Elm Street 3: Dream Warriors |
| 1995 | "Like a Rolling Stone" | Mulher         | The Rolling Stones |                                                                      |

## Principais prêmios e Indicações

#### Oscar
| Ano  | Categoria                | Indicação | Notas  |
| ---- | ------------------------ | --------- | ------ |
| 2015 | Melhor Atriz Coadjuvante | Boyhood   | Venceu |

#### Emmy Awards
| Ano  | Categoria                                           | Indicação           | Notas    |
| ---- | --------------------------------------------------- | ------------------- | -------- |
| 2005 | Melhor Atriz em Série Dramática                     | Medium              | Venceu   |
| 2007 | Melhor Atriz em Série Dramática                     | Medium              | Indicado |
| 2019 | Melhor Atriz em Minissérie ou Telefilme             | Escape at Dannemora | Indicado |
| 2019 | Melhor Atriz Coadjuvante em Minissérie ou Telefilme | The Act             | Venceu   |
| 2022 | Melhor Atriz Coadjuvante em Série Dramática         | Severance           | Indicado |

#### Globo de Ouro
| Ano  | Categoria                               | Indicação           | Notas    |
| ---- | --------------------------------------- | ------------------- | -------- |
| 2006 | Melhor Atriz em Série Dramática         | Medium              | Indicado |
| 2007 | Melhor Atriz em Série Dramática         | Medium              | Indicado |
| 2008 | Melhor Atriz em Série Dramática         | Medium              | Indicado |
| 2015 | Melhor Atriz Coadjuvante em Cinema      | Boyhood             | Venceu   |
| 2019 | Melhor Atriz em Minissérie ou Telefilme | Escape at Dannemora | Venceu   |
| 2020 | Melhor Atriz Coadjuvante em Televisão   | The Act             | Venceu   |

#### SAG Awards
| Ano  | Categoria                               | Indicação           | Notas    |
| ---- | --------------------------------------- | ------------------- | -------- |
| 2006 | Melhor Atriz em Série Dramática         | Medium              | Indicado |
| 2007 | Melhor Atriz em Série Dramática         | Medium              | Indicado |
| 2010 | Melhor Atriz em Série Dramática         | Medium              | Indicado |
| 2011 | Melhor Atriz em Série Dramática         | Medium              | Indicado |
| 2015 | Melhor Atriz Coadjuvante                | Boyhood             | Venceu   |
| 2015 | Melhor Elenco em Cinema                 | Boyhood             | Indicado |
| 2019 | Melhor Atriz em Minissérie ou Telefilme | Escape at Dannemora | Venceu   |
| 2020 | Melhor Atriz em Minissérie ou Telefilme | The Act             | Indicado |
| 2023 | Melhor Elenco em Série Dramática        | Severance           | Indicado |

#### BAFTA
| Ano  | Categoria                | Indicação | Notas  |
| ---- | ------------------------ | --------- | ------ |
| 2015 | Melhor Atriz Coadjuvante | Boyhood   | Venceu |

#### Critics' Choice Movie & Television Awards
| Ano  | Categoria                                           | Indicação           | Notas    |
| ---- | --------------------------------------------------- | ------------------- | -------- |
| 2015 | Melhor Atriz Coadjuvante em Cinema                  | Boyhood             | Venceu   |
| 2015 | Melhor Elenco                                       | Boyhood             | Indicado |
| 2019 | Melhor Atriz em Minissérie ou Telefilme             | Escape at Dannemora | Venceu   |
| 2020 | Melhor Atriz Coadjuvante em Minissérie ou Telefilme | The Act             | Indicado |

#### Satellite Awards
| Ano  | Categoria                | Indicação | Notas  |
| ---- | ------------------------ | --------- | ------ |
| 2015 | Melhor Atriz Coadjuvante | Boyhood   | Venceu |

#### Kansas City Film Critics Circle Award
| Ano  | Categoria                | Indicação | Notas  |
| ---- | ------------------------ | --------- | ------ |
| 2014 | Melhor Atriz Coadjuvante | Boyhood   | Venceu |

#### Phoenix Film Critics Society Award
| Ano  | Categoria                | Indicação | Notas  |
| ---- | ------------------------ | --------- | ------ |
| 2014 | Melhor Atriz Coadjuvante | Boyhood   | Venceu |

#### Chicago Film Critics Association Awards
| Ano  | Categoria                | Indicação | Notas  |
| ---- | ------------------------ | --------- | ------ |
| 2014 | Melhor Atriz Coadjuvante | Boyhood   | Venceu |

## Vida pessoal
Patricia Arquette é irmã dos atores Rosanna Arquette, Richmond Arquette, Alexis Arquette e David Arquette. Foi casada com o também ator Nicolas Cage, entre 1995 e 2001. Em 2009, divorciou do ator Thomas Jane.